# Marnix Goegebeur
Marnix Goegebeur (Varsenare, 12 juni 1962) is een Belgische gewezen atleet, die zich had toegelegd op de lange afstand. Hij nam eenmaal deel aan de Wereldkampioenschappen en veroverde één Belgische titel.

## Biografie
Goegebeur behaalde enkele medailles bij de Belgische kampioenschappen op de  5000 m en de 10.000 m. In 1988 werd hij indoorkampioen op de 3000 m. Geleidelijk aan stapte hij echter over naar de langere afstanden. In 1993 won hij de Westland Marathon en de Guldensporenmarathon en liep daarbij het minimum voor de wereldkampioenschappen, waar hij opgaf na 25 km. Hij behaalde nadien nog verschillende ereplaatsen op halve en hele marathons.

### Clubs
Goegebeur was aangesloten bij Houtland AC en stapte in 1992 over naar FC Luik.

## Belgische kampioenschappen
| Onderdeel     | Jaar |
| ------------- | ---- |
| 3000 m indoor | 1988 |

## Persoonlijke records
Outdoor
| Onderdeel      | Prestatie | Datum             | Plaats       |
| -------------- | --------- | ----------------- | ------------ |
| 5000 m         | 13.23,87  | 14 augustus 1988  | Hengelo      |
| 10.000 m       | 28.29,05  | 16 juli 1987      | Parijs       |
| halve marathon | 1:02.45   | 26 september 1993 | Grevenmacher |
| marathon       | 2:13.23   | 6 maart 1994      | Los Angeles  |

Indoor
| Onderdeel | Prestatie | Datum            | Plaats |
| --------- | --------- | ---------------- | ------ |
| 3000 m    | 8.06,6    | 21 februari 1988 | Gent   |

## Palmares

### 3000 m
- 1988:  BK indoor AC – 8.06,6

### 5000 m
- 1984:  BK AC – 14.04,08
- 1985: 7e Memorial Van Damme – 13.59,43

### 10.000 m
- 1987:  BK AC – 29.04,97
- 1989:  BK AC – 28.48,05

### 15 km
- 1993: 5e Zevenheuvelenloop - 44.05

### 10 mijl
- 1993:  Oostende-Brugge Ten Miles – 49.48

### halve marathon
- 1988:  Route du Vin – 1:01.41
- 1991:  Rapper dan een ezel in Kuurne[1] – 1:01.56
- 1992:  Rapper dan een ezel in Kuurne – 1:01.20
- 1993:  Halve marathon van Egmond – 1:04.20
- 1993:  Rapper dan een ezel in Kuurne – 1:01.45
- 1993:  Route du Vin – 1:02.45
- 1994: 15e halve marathon van Egmond - 1:06.22
- 1994:  Rapper dan een ezel in Kuurne – 1:02.09
- 1995: 8e halve marathon van Egmond - 1:04.52

### marathon
- 1993:  Westland Marathon – 2:13.27
- 1993:  Guldensporenmarathon – 2:13.26
- 1993: DNF WK in Stuttgart – 2:25.30
- 1994:  Guldensporenmarathon – 2:17.08
- 1994:  Macao International  – 2:15.43
- 1994:  marathon van Enschede - 2:13.47
- 1995:  marathon van Marakech – 2:15.20
- 1995:  marathon van Antwerpen – 2:16.50
- 1995:  marathon van Košice – 2:13.57
- 1996:  marathon van Antwerpen – 2:15.34
- 1996:  marathon van Košice – 2:17.41
- 1997:  marathon van Antwerpen – 2:15.54
- 1998:  marathon van Antwerpen – 2:16.56
- 1999:  marathon van Antwerpen – 2:19.19

### veldlopen
- 1981: 59e WK junioren in Madrid